# Ernuszt Zsigmond

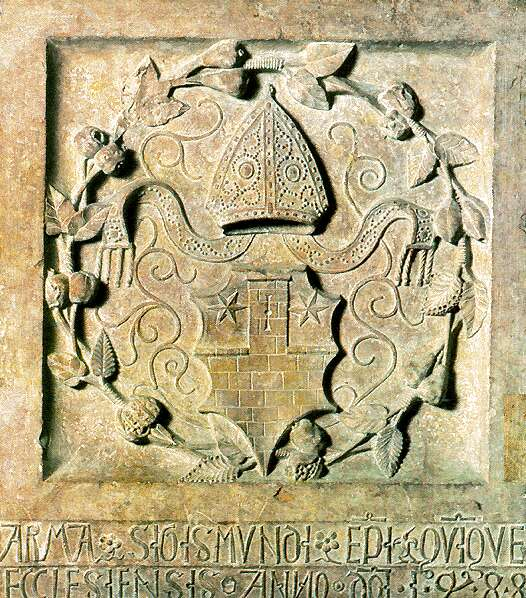
Ernuszt Zsigmond püspöki címere

Csáktornyai Ernuszt Zsigmond (1445 körül – 1505 nyara) pécsi püspök (1473–1505), kincstartó (1494–1496), horvát-dalmát és szlavón bán (1494–1498). Az általa készített, 1494–1495. évekre vonatkozó kincstári bevételeket összegző számadása máig a magyar késő középkori demográfia- és gazdaságtörténet egyik elsőrendű forrása.

## Pályafutása
Ernuszt János kikeresztelkedett zsidó származású kincstartó és az ismeretlen vezetéknevű Katalin gyermekeként született 1445 körül Budán, a királyi fővárosban. Egy testvére volt, János, lovászmester (1493–1505), aki 1507-től 1510-ig szintén horvát-szlavón bán volt. Zsigmond a Bécsi Egyetemen kezdte meg tanulmányait 1470 körül. 1471–73 körül a Ferrarai Egyetemen is tanulmányokat folytatott. 1473-ban I. Mátyás magyar király pécsi püspökké nevezte ki, annak ellenére, hogy nem volt felszentelt pap. A Szentszék csak a püspökség adminisztrátoraként ismerte el Ernusztot, aki így a következő évben számos hatásköri konfliktusba bonyolódott a püspökség területén működő egyházközségekkel és apátságokkal. 1486-ban az uralkodó rövid időre a meghódított osztrák területek kormányzójává nevezte ki.
Mátyás halála után Ernuszt egyedüli főpapként támogatta a törvénytelen gyermek, Corvin János trónigényét. Miután Budán azt tapasztalta, hogy az országgyűlés többsége Jagelló Ulászló mellett áll ki, Újlaki Lőrinccel együtt elhagyta a fővárost, magukkal véve a Szent Koronát és más királyi ékszereket. János csontmezei veresége (1490. július 4.) után azonban Ernuszt behódolt II. Ulászlónak és visszaszolgáltatta a koronát. Titokban azonban támogatta I. Miksa német-római császár trónaspirációit, akit jelentős mértékű kölcsönnel is megsegített. Miksa cserébe a Salzburgi Érsekséget ajánlotta fel Ernusztnak győzelme esetén. Együttműködésük azonban rövidesen elhalt, Ernuszt a pozsonyi béke egyik aláírója volt. 1494-ben Ulászló kincstartóvá nevezte ki. Ugyanebben az évben horvát-dalmát és szlavón bán lett Kanizsai Lászlóval együtt.
Ernuszt 1494 decemberében 12 évre bérbe adta Thurzó Jánosnak és Györgynek a besztercebányai rézbányákat, amely A Fugger-Thurzó közös magyar üzlet kezdetét jelentette. Az 1496. évi országgyűlésen Ernuszt kegyvesztett lett, az állami adópénzek elsikkasztásával vádolták meg. Ulászló a püspököt fogságba vetette és bíróságot állított fel az ügy kivizsgálására. Ernuszt ekkor készítette el saját maga igazolására a királyi kincstár bevételeiről és kiadásairól szóló részletes összeírást az 1494–95. évre vonatkozóan, amely máig a magyar középkorral foglalkozó demográfusok és gazdaságtörténészek egyik legfontosabb forrása, lévén, 14 vármegye kivételével Ernuszt precízen felsorolta a jobbágyportákat az adózási folyamat szempontjából, így következtetni lehetett belőle Magyarország lakosságának számára és etnikai összetételére. Ernuszt végül 400 ezer aranyforint váltságdíj ellenében szabadulhatott, az aktív politizálástól azonban fokozatosan visszavonult.
Püspökként számos esetben vállalt szerepet a pécsi építkezésekhez, így a Barbakán kapuerőd megépítéséhez is. Jelentős anyagi támogatással segítette a pécsi vár renoválását is az 1490-es években. 1499-ben egyházmegyéje számára szertartáskönyvet nyomtatott. 1505 nyarán nyereségvágyból elkövetett gyilkosság áldozata lett Gyulai János pécsi várnagy, Szerecsen Lajos és Cupi Albert pécsi kanonok részvételével, akik a vád szerint megfojtották a püspököt. 1506 tavaszán a törvényes örökös Ernuszt János tiltakozást jelentett be, azzal vádolva az elkövetőket, hogy az Ernuszt-örökséget elsikkasztották. A hagyatéki per azonban eredményt nem hozott, a tettesek nem bűnhődtek meg, Ernuszt János pedig 1507-ben a horvát-dalmát és szlavón báni tisztséggel vigasztalódhatott.